# Переа, Андрес
Андрес Фелипе Переа Кастаньеда (англ. и исп. Andrés Felipe Perea Castañeda; 14 ноября 2000, Тампа, Флорида, США) — американский и колумбийский футболист, полузащитник клуба «Нью-Йорк Сити» и сборной США.

## Клубная карьера
Воспитанник клуба «Атлетико Насьональ». Переа дебютировал в колумбийском чемпионате 10 июля 2017 года в поединке против «Санта-Фе», выйдя на замену на 77-й минуте вместо Эдвина Валенсии. 18 апреля 2019 года в матче против «Патриотас» забил свой первый в профессиональной карьере.
9 декабря 2019 года Переа был взят клубом MLS «Орландо Сити» в однолетнюю аренду с опцией выкупа после завершения сезона 2020. В главной лиге США дебютировал 29 февраля 2020 года в матче стартового тура сезона против «Реал Солт-Лейк», выйдя на замену в компенсированное время второго тайма вместо Руана. По окончании сезона 2020 «Орландо Сити» выкупил Перею. 7 июля 2021 года в матче против «Чикаго Файр» он забил свой первый гол за «львов».
6 декабря 2022 года Переа был продан «Филадельфии Юнион» за $750 тыс. в общих распределительных средствах на следующие два сезона с возможной доплатой ещё условных $100 тыс. и процент от его возможной следующей продажи. Игрок подписал с клубом новый контракт до конца сезона 2025 с опцией продления на сезон 2026. За «Филадельфию Юнион» он дебютировал 25 февраля 2023 года в матче стартового тура сезона против «Коламбус Крю», выйдя на замену в компенсированное время второго тайма вместо Алехандро Бедойи. 14 марта в ответном матче ⅛ финала Лиги чемпионов КОНКАКАФ 2023 против сальвадорской «Альянсы» он забил свои первые голы за «Юнион», сделав дубль.
28 июля 2023 года Переа был арендован «Нью-Йорк Сити» до конца сезона 2023 за $300 тыс. в общих распределительных средствах в сезоне 2024. За ньюйоркцев он дебютировал 20 августа в матче против «Миннесоты Юнайтед», заменив на 61-й минуте Джеймса Сэндса.

## Карьера в сборной
Переа родился в Тампе, Флорида, и имеет двойное гражданство — США и Колумбии.
В составе сборной Колумбии до 17 лет участвовал в юношеских чемпионатах Южной Америки и мира 2017 года.
В составе сборной Колумбии до 20 лет участвовал в молодёжном чемпионате мира 2019, попав в заявку на турнир вместо Ейлера Гоэса, получившего травму.
1 декабря 2020 года Переа был вызван в тренировочный лагерь сборной США вместо Фрэнки Амайи, сдавшего тест на COVID-19 с положительным результатом. 12 января 2021 года Переа получил разрешение ФИФА представлять США. Дебютировал за сборную США 31 января 2021 года в товарищеском матче со сборной Тринидада и Тобаго, заменив со стартом второго тайма Себастьена Ллетджета.
В составе сборной США до 23 лет участвовал в Мужском олимпийском квалификационном турнире КОНКАКАФ 2020 в марте 2021 года.
Значился в расширенной заявке сборной США на Золотой кубок КОНКАКАФ 2021 из 59-ти игроков, но в окончательный состав из 23-ти игроков не попал.

## Личная жизнь
Андрес — сын футболиста Никсона Переи.